# Экономика Казахстана

ВВП по ППС Казахстана. Всемирный банк

ВВП по ППС на душу населения Казахстана и других некоторых государств, образованных в результате распада СССР. Всемирный банк

Экономика Казахстана — крупнейшая экономика в Центральной Азии.

## Общая характеристика
С 1 января 2024 года минимальный размер оплаты труда в Казахстане составляет 85 000 тенге ($161.59) в месяц, это примерно в 2,41 раз меньше чем соседнем Туркменистане, где минимальная зарплата  205 000 тенге ($402).
После приобретения независимости в Казахстане произошла приватизации государственных компаний и их передача в частную собственность.
В феврале 2014 году президент Казахстана Нурсултан Назарбаев на расширенном заседании правительства сообщил, что к 2020 году доля государственной собственности не должна превышать 15 % от ВВП Казахстана.
В 2016 году Министерство национальной экономики Казахстана представило список из почти 260 государственных компаний и дочерних предприятий национальных холдингов, которые должны быть приватизированы.
Основным локомотивом развития страны стал масштабный экспорт минеральных и энергетических ресурсов. Благодаря ему до падения цен на нефть в 2014 году экономика Казахстана имела положительный баланс внешней торговли.
Такая зависимость страны от внешнего спроса на нефть, газ и природные ископаемые рассматривается в среднесрочной и долгосрочной перспективе как потенциальная угроза и препятствие для развития её научно-технического и инновационного потенциала. Из-за низкого уровня диверсификации экономики значительная масса рабочей силы в Казахстане всё ещё заняты в сельском хозяйстве. Одним из способов достижения экономической диверсификации считается переключение национальной индустрии на производство товаров с высокой прибавочной стоимостью. Как предполагается правительством страны, это позволит увеличить производительность труда и в долгосрочной перспективе продлить период равномерного экономического развития.

### Рейтинги
Казахстан достиг своей цели войти в топ-50 наиболее конкурентоспособных стран в 2013 году, но опустился на 55 место в 2019 году.
В 2013 году Казахстан опережал другие государства СНГ почти по всем основным показателям конкурентоспособности, включая институты, инфраструктуру, макроэкономическую среду, высшее образование и профессиональную подготовку, эффективность товарного рынка, развитие рынка труда, развитие финансового рынка, технологическую готовность, размер рынка, сложность бизнеса и инноваций, отставание было исключительно в категории здравоохранения и начального образования.
Страна расположилась на 39 месте в индексе экономической свободы 2020 года, опубликованном Wall Street Journal и Heritage Foundation.

## Статистика
В таблице показаны основные экономические показатели за 1992—2024 года. Данные берутся из Международного валютного фонда (МВФ) от 2020 года. Инфляция менее 5 % обозначена зелёной стрелкой.
| Год  | ВВП (ППС) (в млрд долл. США) | ВВП на душу населения (ППС) (в долл. США) | Рост ВВП (реальный) | Уровень инфляции (в процентах) | Безработица (в процентах) | Государственный долг (в процентах от ВВП) |  |
| ---- | ---------------------------- | ----------------------------------------- | ------------------- | ------------------------------ | ------------------------- | ----------------------------------------- |  |
| 1992 | 122,7                        | 7196                                      | н/д                 | н/д                            | н/д                       | н/д                                       |  |
| 1993 | ▼ 114,0                      | ▼ 6748                                    | ▼ −9,2 %            | ▲ 1662 %                       | н/д                       | н/д                                       |  |
| 1994 | ▼ 101,8                      | ▼ 6444                                    | ▼ −12,6 %           | ▲ 1402 %                       | 10,1 %                    | н/д                                       |  |
| 1995 | ▼ 95,4                       | ▼ 6087                                    | ▼ −8,2 %            | ▲ 176,3 %                      | ▲ 11 %                    | н/д                                       |  |
| 1996 | ▲ 97,7                       | ▲ 6308                                    | ▲ 0,5 %             | ▲ 39,1 %                       | ▲ 13 %                    | н/д                                       |  |
| 1997 | ▲ 101,0                      | ▲ 6650                                    | ▲ 1,7 %             | ▲ 17,4 %                       | ▬ 13,0 %                  | н/д                                       |  |
| 1998 | ▼ 100,2                      | ▲ 6698                                    | ▼ −1,9 %            | ▲ 7,3 %                        | ▲ 13,1 %                  | н/д                                       |  |
| 1999 | ▲ 104,4                      | ▲ 7009                                    | ▲ 2,7 %             | ▲ 8,4 %                        | ▲ 13,5 %                  | н/д                                       |  |
| 2000 | ▲ 117,3                      | ▲ 7890                                    | ▲ 9,8 %             | ▲ 13,3 %                       | ▲ 12,8 %                  | н/д                                       |  |
| 2001 | ▲ 136,2                      | ▲ 9168                                    | ▲ 13,5 %            | ▲ 8,4 %                        | ▼ 10,4 %                  | н/д                                       |  |
| 2002 | ▲ 151,8                      | ▲ 10 211                                  | ▲ 9,8 %             | ▲ 5,9 %                        | ▼ 9,3 %                   | 17,6 %                                    |  |
| 2003 | ▲ 169,2                      | ▲ 11 318                                  | ▲ 9,3 %             | ▲ 6,5 %                        | ▼ 8,8 %                   | ▼ 15 %                                    |  |
| 2004 | ▲ 190,6                      | ▲ 12 642                                  | ▲ 9,6 %             | ▲ 6,9 %                        | ▼ 8,4 %                   | ▼ 11,4 %                                  |  |
| 2005 | ▲ 215,8                      | ▲ 14 178                                  | ▲ 9,7 %             | ▲ 7,5 %                        | ▼ 8,1 %                   | ▼ 8,1 %                                   |  |
| 2006 | ▲ 246,2                      | ▲ 15 991                                  | ▲ 10,7 %            | ▲ 8,6 %                        | ▼ 7,8 %                   | ▼ 6,7 %                                   |  |
| 2007 | ▲ 275,3                      | ▲ 17 677                                  | ▲ 8,9 %             | ▲ 10,8 %                       | ▼ 7,3 %                   | ▼ 5,9 %                                   |  |
| 2008 | ▲ 289,9                      | ▲ 18 140                                  | ▲ 3,3 %             | ▲ 17,1 %                       | ▼ 6,6 %                   | ▲ 6,8 %                                   |  |
| 2009 | ▲ 295,6                      | ▲ 18 245                                  | ▲ 1,2 %             | ▲ 7,3 %                        | ▬ 6,6 %                   | ▲ 10,2 %                                  |  |
| 2010 | ▲ 321,1                      | ▲ 19 530                                  | ▲ 7,3 %             | ▲ 7,1 %                        | ▼ 5,8 %                   | ▲ 10,7 %                                  |  |
| 2011 | ▲ 352,3                      | ▲ 21 129                                  | ▲ 7,5 %             | ▲ 8,3 %                        | ▼ 5,4 %                   | ▼ 10,1 %                                  |  |
| 2012 | ▲ 376,7                      | ▲ 22 278                                  | ▲ 5 %               | ▲ 5,1 %                        | ▼ 5,3 %                   | ▲ 12,1 %                                  |  |
| 2013 | ▲ 405,8                      | ▲ 23 644                                  | ▲ 6 %               | ▲ 5,8 %                        | ▼ 5,2 %                   | ▲ 12,6 %                                  |  |
| 2014 | ▲ 430,8                      | ▲ 24 734                                  | ▲ 4,3 %             | ▲ 6,7 %                        | ▼ 5,0 %                   | ▲ 14,5 %                                  |  |
| 2015 | ▲ 440,7                      | ▲ 24 940                                  | ▲ 1,2 %             | ▲ 6,7 %                        | ▬ 5,0 %                   | ▲ 21,9 %                                  |  |
| 2016 | ▲ 451,1                      | ▲ 25 167                                  | ▼ 1,1 %             | ▲ 14,6 %                       | ▬ 5,0 %                   | ▲ 21,0 %                                  |  |
| 2017 | ▲ 478,1                      | ▲ 26 252                                  | ▲ 4,1 %             | ▲ 7,4 %                        | ▬ 5,0 %                   | ▲ 21,2 %                                  |  |
| 2018 | ▲ 504,1                      | ▲ 27 293                                  | ▼ 3,2 %             | ▼ 6,4 %                        | ▬ 5,0 %                   | ▲ 21,6 %                                  |  |
| 2019 | ▲ 529,4                      | ▲ 28 255                                  | ▼ 3,0 %             | ▼ 6,1 %                        | ▬ 5,0 %                   | ▲ 23,1 %                                  |  |
| 2020 | ▲ 555,5                      | ▲ 29 212                                  | ▬ 3,0 %             | ▼ 5,0 %                        | ▬ 5,0 %                   | ▲ 25,0 %                                  |  |
| 2021 | ▲ 584,0                      | ▲ 30 249                                  | ▲ 3,1 %             | ▼ 4,1 %                        | ▬ 5,0 %                   | ▲ 26,1 %                                  |  |
| 2022 | ▲ 614,1                      | ▲ 31 345                                  | ▲ 3,4 %             | ▼ 4 %                          | ▬ 5,0 %                   | ▲ 27,1 %                                  |  |
| 2023 | ▲ 646,1                      | ▲ 32 482                                  | ▬ 3,4 %             | ▼ 2,1 %                        | ▬ 5,0 %                   | ▲ 28,1 %                                  |  |
| 2024 | ?                            | ?                                         | ? %                 | ? %                            | ? %                       | ? %                                       |  |

### ВВП
Подобно всем экс-советским республикам Казахстан испытал на себе жестокие экономические потрясения в начале 1990-х годов, однако к началу 2000-х началось экономическое оживление и ежегодный прирост валового внутреннего продукта в те времена достигал 7 %. По сравнению со своими центральноазиатскими соседями Казахстан обладал довольно высоким уровнем ВВП на душу населения, который в 2010 году достиг 12 800 долларов США на человека. Это позволило Казахстану занять 90-е место в общемировом рейтинге.
Динамика валового внутреннего продукта страны за последние десятилетия.
Рост ВВП в 2019 году составил 4,5 %;
в январе 2020 года рост ВВП составил 3,6 %.
В структуре внешнего долга Казахстана по видам финансовых инструментов преобладали кредиты и кредиты, привлеченные от нерезидентов (78,6 %) и долговые ценные бумаги, находящиеся в распоряжении нерезидентов (13 %).
В 2022 году внешний долг Казахстана превысил 166 миллиардов долларов. Наибольший рост задолженности приходится на Нацбанк Казахстана. На 1 января 2022 года госдолг страны достиг отметки 22 трлн тенге, или 27,4 % к ВВП.
В 2024 году почти половина от ВВП страны приходится на квазигосударственный сектор. Но несмотря на объемы, реальный вклад в экономику за последние 10 лет снижается. В 2014 году вес валовой добавленной стоимости в ВВП Казахстана составлял 21,1 %, в 2017 году он упал до 17,3 %, а в 2024 году составляет 14 %.

## История

### 1991—1995
В период с 1991 по 1995 год в Казахстане наблюдался экономический спад. Экономика страны находилась в условиях высокой инфляции, несбалансированности доходов и расходов бюджетной системы, устойчивого бюджетного дефицита, повышения цен на энергоносители, неконтролируемого монополизма производителей. Мягкая денежно-кредитная политика плюс либерализация цен, при которой появилось стремление к повышению цен до уровня мировых, привели к гиперинфляции, которая в 1992 году превысила 2500 %. Казахстан в данных условиях нуждался в выработке жёсткой финансовой и денежно-кредитной политики, а также во введении собственной национальной валюты.
15 ноября 1993 года Указом Главы государства Н. А. Назарбаева была введена национальная валюта — казахстанский тенге. Период введения национальной валюты в Казахстане характеризовался обвальным спадом производства и галопирующей инфляцией. В 1993 году среднемесячный темп инфляции составил 30,1 %, спад реального ВВП — 9,2 %. В данных условиях правительство Казахстана и Национальный банк Казахстана определили в качестве первоочерёдных задач постепенное снижение инфляции и одновременно сдерживание спада производства. В 1995 году в экономике Казахстана произошло замедление темпов экономического спада и значительное снижение уровня инфляции, что было достигнуто с помощью инструментов денежно-кредитной политики. Принятые меры позволили обуздать гиперинфляцию: уровень инфляции снизился с 2265 % в 1993 году до 60 % в 1995 году.

### 2000-е
Экономический рост в сочетании с проведёнными ранее реформами налогового и финансового секторов значительно улучшил государственное финансирование с уровня дефицита бюджета в 1999 году, равного 3,5 % ВВП, до дефицита в 1,2 % ВВП в 2003 г. Доходы правительства выросли с 19,8 % ВВП в 1999 году до 22,6 % ВВП в 2001 году, но сократились до 16,2 % ВВП в 2003 году.
В 2000 году Казахстан принял новый налоговый кодекс, стремясь закрепить эти достижения.

#### Мировой экономический кризис
Глава Нацбанка республики Анвар Сайденов считает, что достаточно тяжёлый удар по казахстанской финансовой системе случился в 2008 году.
И несмотря на то, что премьер-министр Казахстана Карим Масимов 8 июня 2009 года в Астане заявил, что финансовая система работает стабильно, всё же уже 30 октября 2009 году Международный валютный фонд признал финансовую систему Казахстана уязвимой.
В 2009 году правительство ввело масштабные меры поддержки, такие как рекапитализация банков и поддержка сектора недвижимости и сельского хозяйства, а также малых и средних предприятий (МСП), а также разработало Государственную программу форсированного индустриально-инновационного развития (ГПФИИР) и Карту индустриализации страны. Общая стоимость стимулирующих программ составила 21 млрд долларов США или 20 % ВВП страны, а 4 млрд долларов США были предназначены для стабилизации финансового сектора. Во время мирового экономического кризиса экономика Казахстана сократилась на 1,2 % в 2009 году, тогда как ежегодные темпы роста впоследствии увеличились до 7,5 % и 5 % в 2011 и 2012 годах соответственно.
В целом, показатели роста ВВП (поддерживаемые высокими мировыми ценами на сырую нефть) в период с 2000 по 2007 годы составлявшие от 8,9 % до 13,5 %, в 2008 и 2009 году снизились до 1—3 %, но затем снова выросли с 2010 года.

### 2010-е
Правительству во главе с Каримом Масимовым удалось уже в 2010 году добиться прироста реального ВВП в 7 %. Уровень безработицы в стране снизился до 5,5 %, среднедушевые денежные доходы населения выросли в реальном выражении на 6,3 %, реальная заработная плата — на 7,5 %.
Экономика Казахстана в 2013 году характеризовалась постепенным снижением темпов роста ВВП страны, хотя они продолжали оставаться значительно выше региональных. Причиной снижения темпов роста ВВП явился в целом негативное положение мировой макроэкономики. Однако его смягчала довольно оптимистичная ситуация на внутреннем рынке страны. Так, в республике продолжается активный рост потребления товаров и услуг со стороны домашних хозяйств и быстрый рост сферы услуг. Стабильный рост потребления населения превышал 11 % в год и приблизительно соответствовал среднему росту за последние годы. Количество потребителей в республике продолжало увеличиваться за счёт роста численности населения. Кроме этого, большой урожай зерновых обеспечил прирост выпуска продукции сельского хозяйства на 10,8 %. Ситуацию смягчило также и начало коммерческой добычи нефтегазоконденсата на новом месторождении Кашаган. В республике также впервые после мирового кризиса 2009 года ускорился темп роста инвестиций. Это во многом было связано с продолжающейся интеграцией страны в состав ТС ЕврАзЭС, обеспечивающим свободное передвижение капиталов, товаров и рабочей силы по его территории. Среди негативных факторов внутреннего происхождения эксперты продолжали отмечать повышенную инфляцию (6 %) и продолжающееся ослабление курса тенге к мировой корзине валют. В целом рост ВВП республики за 2013 г. прогнозируется на уровне 4,4 %.
В феврале 2014 года Нацбанк Казахстана объявил о девальвации национальной валюты на 19 %.
Экономическая политика «Нұрлы жол»
11 ноября 2014 года на расширенном заседании Политсовета партии «Нур-Отан» президент Казахстана Нурсултан Назарбаев выступил с неожиданным посланием к нации в Астане, представив «Нұрлы жол» (с каз. — «Путь в будущее») — новую экономическую политику, которая подразумевает крупные государственные инвестиции в инфраструктуру в течение следующих нескольких лет. Политика «Нұрлы жол» принята в качестве превентивных мер, необходимых для обеспечения устойчивого роста экономики в условиях современных глобальных экономических и геополитических вызовов, таких как 25-процентное снижение цен на нефть, взаимные санкции между Западом и Россией из-за Украины и др. Политика охватывает все аспекты экономического роста, включая финансы, промышленность и социальное обеспечение, но особенно подчёркивает инвестиции в развитие инфраструктуры и строительства. Учитывая недавнее снижение доходов от экспорта сырья, средства будут выделены из Национального фонда Казахстана.
Ещё одна 26 % девальвация произошла в августе 2015 года: после объявления Нацбанком о введении свободного курса тенге, опять произошла девальвация национальной валюты. Наиболее вероятной причиной такого шага являлось стремление поддержки национальной экономики на фоне резкого снижения курса российского рубля.
C 2 февраля 2016 года Национальный банк Казахстана установил базовую ставку на уровне 17 % и возобновил операции постоянного доступа с симметричным коридором процентных ставок +/- 2 процентных пункта.
6 мая 2016 года Национальный банк Казахстана принял решение установить базовую ставку в размере 15 % с коридором +/- 1 процентный пункт от базовой ставки. По оценке Национального банка, наметились признаки сокращения инфляционных ожиданий, усилилась тенденция восстановления доверия к тенговым активам на финансовом рынке, а также произошло снижение рыночных ставок по хеджированию валютных рисков.
По итогам 2019 года дефицит счёта текущих операций расширился до более чем 5,5 млрд долларов США при условии хотя и снизившихся, но достаточно высоких цен на нефть (64 долларов США против 71 доллар США за баррель).

## Приватизация в Казахстане
После приобретения независимости в Казахстане началась эпоха приватизации и перевода в частную собственность государственных компаний. К 1993 году в стране было приватизировано 6 198 государственных объектов на 41 млрд рублей. Владельцами собственности стали 767 тыс. человек на приватизированных предприятиях (12 % всех работающих на них). При этом не были выполнены планы по приватизации объектов торговли и бытовых услуг. Например, в торговле на долю 40 % приватизированных предприятий пришлось только 4,5 % розничного товарооборота. В негосударственном секторе сферы бытовых услуг из приватизированных 50 % предприятий только 21 % оказывал бытовые услуги.
По воспоминаниям первого президента Казахстана Нурсултана Назарбаева:
Главная особенность нашей приватизации — её быстрое проведение. Процедуры подготовки к приватизации и самой продажи протекали в максимально сжатые сроки. На проведение тендеров давался один месяц, а на аукцион еще меньше — 15 дней. 
Основная причина такой оперативности была обусловлена ещё более быстрым проведением незаконной приватизации путем «смыва» финансовых источников и основных фондов предприятий.
Руководители многих предприятий и организаций специально тормозили приватизацию, доводили предприятия «до ручки», искусственно увеличивая их долги и таким образом создавая условия для своего незаконного обогащения, а также близких им людей.
Если бы этот процесс продолжался и далее, то после такой «коммерциализации» предприятий не осталось бы никакого имущества, пригодного для приватизации, а об их дальнейшей нормальной работе следовало и вовсе позабыть.
В докладе Эдуарда Утепова, выделяются 4 этапа приватизации, которые прошли в Казахстане:
- Первый (1991—1992 годы). Было приватизировано 4771 объект, в том числе 472 совхоза, переданных в коллективную собственность.
- Второй (1993—1995 годы). Самая крупная приватизация, в нём приняло участие 67 % всего населения (около 11 млн человек). Было продано 6037 объектов, что принесло в казну порядка 9,5 млрд тенге.
- Третий этап (1996—1998 годы). Государственная собственность продавалась за наличные. Было приватизировано 2615 акционерных обществ и 2905 объектов социальной сферы. Иностранным инвесторам было продано 54 предприятия.
- Четвертый этап (1998—2013 годы). Продажа активов государственного фонда «Самрук-Казына» в 2010—2013 годах.

## Сельское хозяйство
Пахотные земли занимают по доступности на одного жителя (1,45 га).
В феврале 2013 Минсельхоз США снизил прогноз производства пшеницы в Казахстане в июле 2012 — июне 2013 сельхозгода до 9,84 млн тонн, отметив что 6,5 из них будет экспортировано. В 2011 году было собрано более 25 миллионов тонн зерна. В 2019 году было намолочено 17,4 млн тонн зерна, что на 14,3 % меньше, чем в 2018 году.
В 1990—2012 гг. в структуре сельского хозяйства республики произошли важные изменения: ведущую роль стало играть выращивание масличных культур (их валовый сбор увеличился в 1991—2012 гг. со 155 тыс. до 977 тыс. тонн), картофеля (рост в 1990—2012 годы с 2324 тыс. тонн до 3126 тыс. тонн), овощей (рост валового сбора в 1990—2012 годы с 1136 тыс. тонн до 3062 тыс. тонн) и бахчевых (рост в 1990—2012 годах с 302 тыс. тонн до 1602 тыс. тонн). При этом в 1990—2012 гг. резко сократились валовые сборы сахарной свеклы — с 1044 тыс. тонн до 152 тыс. тонн и зерновых с 28,5 млн тонн до 11,6 млн тонн. В 1990—2012 годы поголовье крупного рогатого скота сократилось с 9,8 млн до 5,7 млн, свиней с 3,2 млн до 1,0 млн, овец и коз с 36,2 млн до 17,6 млн, птицы с 59,3 млн до 33,5 млн. В этот же период производство мяса упало с 1547,6 тыс. тонн до 934,1 тыс. тонн, молока с 5,6 млн тонн до 4,9 млн тонн, яиц с 4185 млн штук до 3673 млн штук, шерсти с 107,9 тыс. тонн до 38,4 тыс. тонн.
За январь–апрель 2025 года валовой выпуск продукции и услуг в сельском хозяйстве Казахстана составил 987,9 млрд казахских тенге. Это на 10,6 % больше, чем за период 2024-го. Реальный рост с учётом инфляции составляет 4 %. Валовой выпуск демонстрирует рост в последние несколько лет, за исключением показателей конца 2023 года.
На севере Казахстана выращивается яровая пшеница, овёс, ячмень и другие зерновые культуры, а также подсолнечник, лён-кудряш. На юге Казахстана при искусственном орошении дают высокие урожаи хлопчатник, сахарная свёкла, табак, рис. В 1990—2012 годах сбор хлопка-сырца в республике вырос с 324 тыс. тонн до 380 тыс. тонн. Запад славится посевами кукурузы, овощей, подсолнечника и других сельскохозяйственных культур. С 1992 года производство подсолнечного масла в стране неуклонно росло и к 2022 году обеспеченность Казахстана подсолнечным маслом за счёт отечественного производства достигло 131 %. В стране действовало 54 предприятия, которые выпустили более 537 тыс. тонн масла.
В Казахстане занимаются овцеводством, коневодством, верблюдоводством, разведением крупного рогатого скота.
Развито овощеводство, бахчеводство, налажено производство бананов.

### Яблоки
Казахстан считается одним из мест, где зародилось яблоко, в частности дикий предок Malus Domestica. Это дерево и по сей день встречается в дикой природе в горах Центральной Азии, на юге Казахстана, в Кыргызстане, Таджикистане и Синьцзяне в Китае. С 2000-х годов в Казахстане наблюдается рост производства яблок. К 2023 году в хозяйствах всех категорий сборы составили 251,5 тыс. тонн, однако эти объемы не закрывали всей потребности внутреннего рынка страны.
До конца 2027 года запланировано заложить 110 га садов апорта.

## Промышленность
Доля промышленности в ВВП Казахстана в 2019 году составила 27,2 %.
В 1991 году наибольшую долю в объёме промышленного производства Казахстана занимали: пищевая и лёгкая промышленность, машиностроение и металлообработка, цветная металлургия и топливная промышленность. С 1991 года развитие промышленности Казахстана складывалось под влиянием внешних и внутренних факторов, оказавших неоднозначное воздействие на ход реформ и состояние отрасли.
В период с 1991 по 1995 год наблюдалось снижение объёмов промышленного производства. С 1996 года по настоящее время, за исключением кризисного 1998 года, было обеспечено наращивание производства.
Сегодня в структуре производства свыше 60 % приходится на добычу нефти и газа, металлургическую промышленность, производство электроэнергии.
Большинство перерабатывающих фабрик и металлургических заводов сконцентрированы на севере и северо-востоке республики: городах Семей, Астана, Петропавловск и Актобе.

В Южном и Центральном Казахстане наиболее важными индустриальными центрами являются Шымкент — химическая, лёгкая и пищевая промышленность, металлургия; Алма-Ата — лёгкая и пищевая промышленность, машиностроение; и Тараз — машиностроение, химическая и пищевая промышленность.

### Добывающая промышленность
В стране находятся богатые месторождения нефти, такие как Кашаган, Тенгиз, Узень, Карачаганак и другие. Почти половина общего объёма нефти, добываемого в стране, приходится на три крупных месторождения на Северном Каспии, что делает Казахстан одной из ведущих стран мира по запасам сырой нефти.
За 1990—2012 гг. резко возросла добыча нефти и газового конденсата (с 21,7 до 79,2 млн тонн), производство природного газа увеличилось за этот же период с 7,1 до 40,3 млрд м³, а добыча угля снизилась со 131,4 млн тонн до 120,5 млн тонн, при этом производство производство нефтепродуктов сократилось с 17,9 млн до 13,7 млн тонн.
Казахстан является мировым лидером по производству урана. Семь его рудников обеспечивают 40 % мировой добычи урана (2019). Основная компания по добыче и производству концентратов — АО «НАК „Казатомпром“» (24 % мировой добычи (13 291 тонн) на 2019 год)
Добычей урана занимаются 14 компаний, 12 из которых совместные с иностранцами.

### Чёрная металлургия

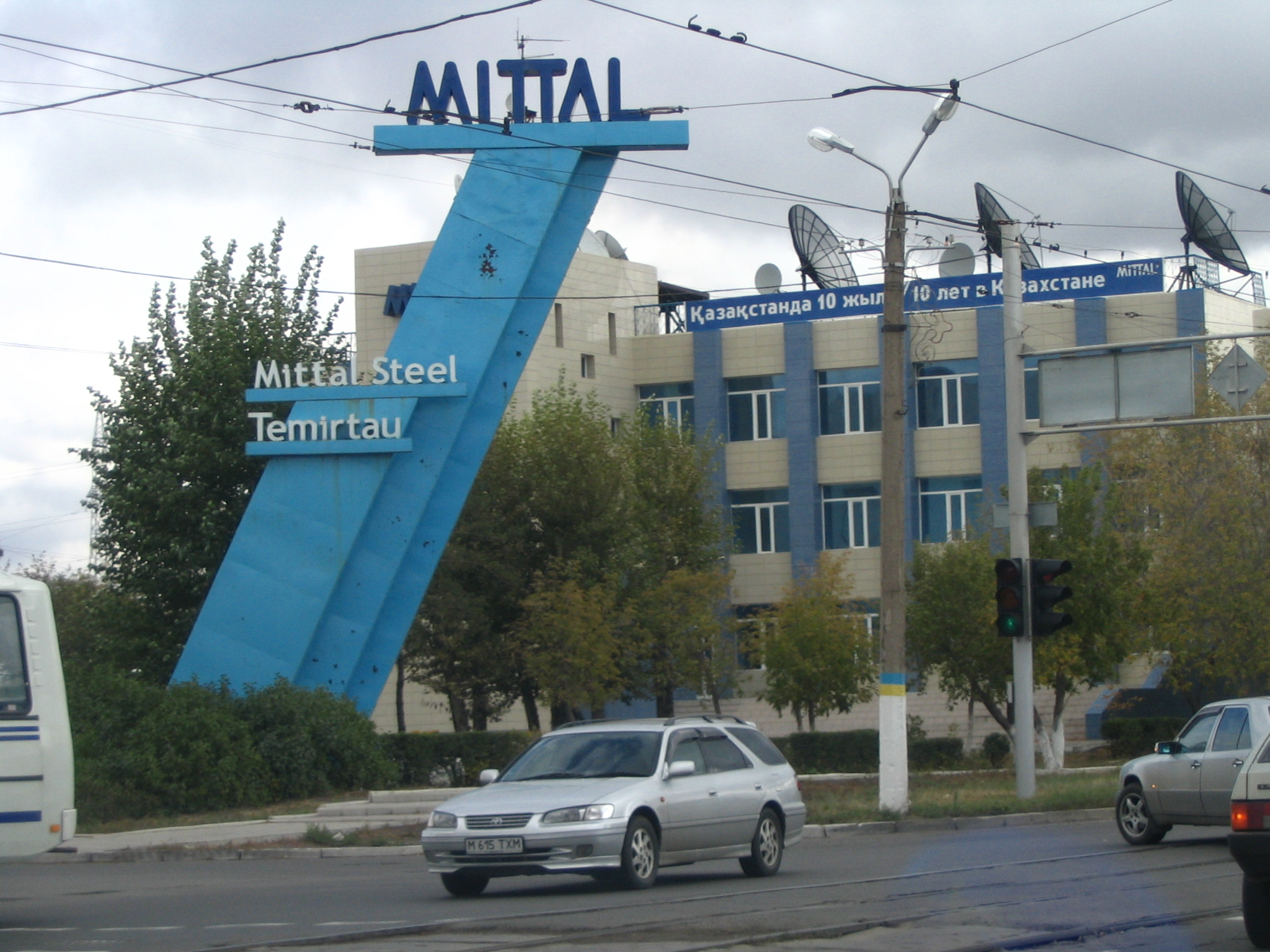
Международный конференц-центр металлургической компании «АрселорМиттал Темиртау»

Чёрная металлургия Казахстана производит более 12,5 % республиканского объёма промышленной продукции.
По запасам железной руды Казахстан занимает восьмое место в мире. Его доля в мировых запасах составляет 6 %[когда?].
Из 8,7 млрд тонн разведанных запасов железной руды 73,3 % являются легкодобываемыми. Более 70 % добываемой в стране железной руды уходит на экспорт. Добыча железных руд характизовалась следующей динамикой: в 1990 году 23,8 млн тонн, в 1999 году — 9,6 млн тонн, в 2012 году — 23,0 млн тонн. При этом за 1990—2012 годы выплавка стали уменьшилась с 6,8 млн тонн до 3,8 млн тонн в год, а производство чугуна упало с 5,2 млн тонн до 2,7 млн тонн в год.

### Цветная металлургия
Производство четырёх цветных металлов (алюминий, свинец, цинк и медь) возросло в 1990—2012 годах с 2022,2 млн тонн до 2470,1 млн тонн. Также производятся титан, магний, редкие и редкоземельные металлы.
Казахстан входит в число крупнейших в мире производителей и экспортёров рафинированной меди. Основными импортёрами казахстанской меди являются Италия и Германия.
Казахстан является крупным производителем золота, в частности ювелирные изделие производит компания «Алтыналмас». В стране зарегистрировано свыше 171 золотоносного месторождения.

### Химическая промышленность
Предприятия химической промышленности Казахстана производят пластмассы, химические волокна и нити, шины для автомобилей и сельхозмашин, широкий ассортимент резинотехнических изделий, хромовые соединения, карбид кальция, каустическая сода и др. продукция.

### Нефтяная промышленность
В Казахстане действуют три нефтеперерабатывающих завода, производящие автобензин, дизельное, котельное топливо, авиационный керосин, нефтебитумы и другие нефтепродукты.

### Фосфор
Действует крупный комплекс по переработке фосфоритной руды с получением жёлтого фосфора (более 90 % от общего производства бывшего СССР), минеральных удобрений, синтетических моющих средств.

### Машиностроение
Казахстан производит оборудование для нужд своей горной промышленности.
Из произведённого в Казахстане экспортируются: кузнечно-прессовое оборудование (Шымкент), металлорежущие станки (Алма-Ата), аккумуляторы (Талдыкорган), центробежные насосы (Астана), рентгеновское оборудование (Актобе) и так далее.

#### Автомобилестроение
В декабре 2002 года в Казахстане был создан первый автомобильный завод АО «АЗИЯ АВТО». Закрыт в 2020 году из-за невыполнения Соглашения о промышленной сборке перед государством. В общей сложности за 15 лет в Казахстане было произведено более 160 тыс. легковых автомобилей.
|                                  | 2003 | 2004 | 2005 | 2006 | 2007 | 2008 | 2009 | 2010 | 2011 | 2012  | 2013  | 2014  | 2015  | 2016 | 2017  |
| -------------------------------- | ---- | ---- | ---- | ---- | ---- | ---- | ---- | ---- | ---- | ----- | ----- | ----- | ----- | ---- | ----- |
| Автомобили легковые пассажирские | 2628 | 3206 | 2268 | 2945 | 6311 | 3271 | 745  | 3176 | 8195 | 19186 | 37469 | 37160 | 12184 | 5192 | 16789 |
| Восточно-Казахстанская область   | 2628 | 3206 | 2268 | 2945 | 6311 | 3271 | 745  | 3099 | 7326 | 16522 | 31005 | 28806 | 6882  | 2962 | 11412 |
| Костанайская область             |      |      |      |      |      |      |      | 77   | 869  | 2664  | 6464  | 8354  | 5302  | 2230 | 5377  |

### Производство строительных материалов
На предприятиях строительной отрасли производится цемент, шифер, асбестоцементные трубы, мягкие кровельные материалы, линолеум, санитарно-строительный фаянс, облицовочные керамические плитки для полов и отделки зданий, панели и другие конструкции для крупнопанельного домостроения, каолин для бумажной промышленности, радиаторы, конвекторы и ряд других видов строительных материалов и конструкций. Производство гравия и щебня (в млн м³.) в 1990—2012 годы сократилось с 51,5 до 34,4.

### Лёгкая промышленность
В 1990—2012 гг. лёгкая промышленность страны пережила сначала упадок, а затем частичное восстановление, в результате чего в этот период производство тканей сократилось с 325,5 млн м² до 23,7 млн м², чулочно-носочных изделий с 87,7 млн пар до 3,0 млн пар, кожи с 625 млн дм² до 60,7 млн кв. дм.
Прошла переориентация страны на экспорт хлопкового волокна, так как объём его производства остался на прежнем уровне (99,3 тыс. тонн в 1990 году и 105,8 тыс. тонн в 2012 году).

## Энергетика
На полуострове Мангышлак в городе Шевченко (ныне Актау) в 1972 году сооружена и запущена в эксплуатацию крупная опытная АЭС с реактором на быстрых нейтронах БН-350 с натриевым охлаждением. Она имела двухцелевое назначение: производство электрической энергии (установленная мощность 350 МВт) и выдача пара на опреснительные установки для получения пресной воды из морской до 120 тыс. т. в сутки, а также производство оружейного плутония для нужд оборонной промышленности СССР. По состоянию на 1978 год МАЭК была крупнейшей в мире опытно-промышленной энергетической установкой с реакторами на быстрых нейтронах, позволявшей учёным решить ряд научно-технических и промышленных проблем.
В 1976 году закончилось строительство Жамбылской ГРЭС мощностью 1230 МВт, которая и по сей день остаётся основной энергетической базой юга Казахстана.

### Возобновляемая энергия
Правительство Казахстана установило цены на энергию, произведённую из возобновляемых источников. Цена за 1 кВт⋅ч на энергию, производимую ветряными электростанциями, была установлена на уровне 22,68 тенге ($0,12). Стоимость 1 кВт⋅ч, произведённого малыми гидроэлектростанциями, составляет 16,71 тенге ($0,09), а биогазовыми установками — 32,23 тенге ($0,18).

## Транспорт
Географическое расположение Казахстана в центре Евразии предопределяет его значительный транспортный потенциал в области транзитных перевозок. Протяжённость наземных транспортных магистралей республики составляет 106 тыс. км. Из них 13,5 тыс. км — магистральные железные дороги, 87,4 тыс. км — автомобильные магистрали общего пользования с твёрдым покрытием, 4 тыс. км. — речные пути.
На 2017 год общая протяжённость дорожной сети в стране составляет 95,409 тыс. км.
Железнодорожный транспорт
Железные дороги обеспечивают 68 % всех грузовых и пассажирских перевозок в более чем 57 % площади страны. По состоянию на 2017 год насчитывается 16 614 км колеи 1520 мм, электрифицировано 4200 км.
«Казахстанские железные дороги» (КЖД) является национальной железнодорожной компанией. КЖД сотрудничает с французским производителем локомотивов Alstom в развитии железнодорожной инфраструктуры Казахстана; Alstom имеет в Казахстане более 600 сотрудников и два совместных предприятия с КЖД и его дочерней компанией. В июле 2017 года Alstom открыла свой первый центр ремонта локомотивов в Казахстане, это единственный ремонтный центр в Средней Азии и на Кавказе.
31 мая 2017 года в Астане открылся самый современный в Казахстане железнодорожный вокзал «Нұрлы жол». Открытие вокзала совпало с началом работы международной выставки ЭКСПО-2017. По данным АО «Казахстанские железные дороги», вокзал площадью 120 000 м² будет использоваться 54 поездами в день и способен обслуживать 35 000 пассажиров в день.
В Алма-Ате есть небольшая система метро протяжённостью 11,3 км. В будущем планируется построить вторую и третью линии метро. Вторая линия будет пересекаться с первой линией на станциях Алатау и Жибек Жолы. В мае 2011 года началось строительство второй очереди линии метро Алма-Ата 1. Генеральный подрядчик — Алматыметрокурылыс. В настоящее время раскопано более 300 м тоннелей по проекту расширения. Расширение включает в себя пять новых станций и соединит центр города Алма-Аты с Калкаманом в пригороде. Его протяжённость составит 8,62 км. Строительство разделено на 3 этапа. Первым этапом (текущим этапом) будет добавление двух станций: Сайранской и Московской, протяжённостью 2,7 км (подробнее см.: Алма-Атинский метрополитен). Также в городе существовала трамвайная система из 10 линий, действовавшая с 1937 по 2015 год.
Система лёгкого метрополитена Астаны находится в стадии строительства. Прошло много времени, и в 2013 году проект был заброшен, но 7 мая 2015 года было подписано соглашение о его реализации.
В городе Усть-Каменогорск система трамвайного парка была открыта между 1959 и 1978 годами, и трамвай был популярным видом транспорта до его закрытия в 2018 году; на своём пике он имел шесть маршрутов, но в итоге у него было 4 маршрута в действии. Он имел парк из 50 рабочих трамвайных вагонов. 

Также в городе Павлодар существует 86-километровая трамвайная сеть, которая начала работать в 1965 году с 20 регулярными и тремя специальными маршрутами по состоянию на 2012 год. Сеть занимает 60 % местного рынка общественного транспорта.
Водный транспорт
Сухой порт СЭЗ «Хоргос — Восточные ворота» является одним из основных сухих портов Казахстана для обработки трансевразийских поездов, которые путешествуют более чем на 9000 км между Китаем и Европой.
В 2007 году казахстанская сторона обратилась к России с предложением строительства канала Евразия — прямого воднотранспортного соединения Каспийского моря и Азово-Черноморского бассейна, проходящего по российской территории. В случае реализации проекта Казахстан может при помощи России получить прямой доступ к международным морским коммуникациям и стать морской державой.
Авиатранспорт
В Казахстане существует 96 аэропортов. Большое значение для отрасли имеет транзит грузовых и пассажирских авиаперевозок между Европой и Азией.
В 2009 году Европейская комиссия внесла в чёрный список всех казахстанских авиаперевозчиков, за исключением авиакомпании Air Astana. С тех пор Казахстан последовательно принимает меры по модернизации и обновлению своего надзора за безопасностью полётов. В 2016 году европейские органы по безопасности полётов исключили все казахстанские авиакомпании из чёрного списка и получили «достаточные доказательства соответствия» международным стандартам со стороны казахстанских авиакомпаний и Комитета гражданской авиации.

### Экспорт товаров

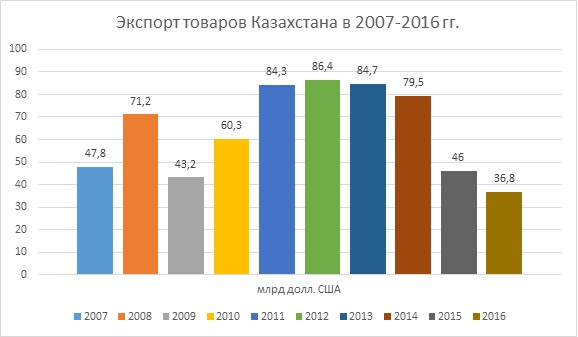
Экспорт товаров Казахстана в 2007—2016 годах

## Внешняя торговля

### Импорт товаров

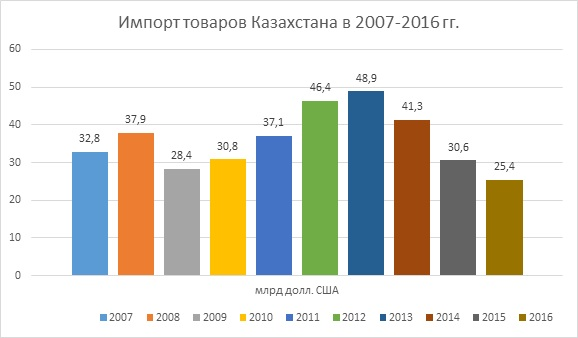
Импорт товаров Казахстана в 2007—2016 годах

Импорт Казахстана за период с 2007 по 2016 гг. достигал максимальных результатов 48,9 млрд долл. США в 2013 г. Динамика импорта Казахстана не однозначна, на диаграмме видны взлёты и падения. В 2008 г. импорт увеличился по сравнению с предыдущим годом, но уменьшился в 2009 г. В период с 2010 по 2013 гг. импорт рос, а с 2014 г. снова начал уменьшаться и в 2016 г. достиг минимальной точки 25,4 млрд долл. США.
Рост импорта в период 2008 г. связан с увеличением платёжеспособности страны за счёт роста экспортных доходов на фоне рекордных цен на нефть. При этом, в 2009 году из-за слабой экономики в связи с кризисом импорт начал уменьшаться. Новый рост импорта в 2010 г. обусловлен новым увеличением цен на нефть, благодаря чему увеличились экспортные доходы и платёжеспособность страны, а также вступлением в Таможенный союз[какой?].
Импорт в Казахстан из стран, вошедших в Таможенный союз[какой?], устойчиво рос в первые четыре года региональной интеграции, достигнув максимального уровня в 2013 году, а затем в 2014-м резко обвалился. Этот обвал был вызван сокращением российского импорта, который уменьшился на 4,3 млрд долл. США, или на 23,6 % за один год, в то время как объём импорта из Беларуси, Армении и Кыргызстана сохранился чуть больше прежнего уровня.
По данным агентства РК по статистике, объём импорта за январь — декабрь 2015 г. снизился на 26 % по сравнению с итогами аналогичного периода 2014 г. и составил $30,6 млрд. Причем, сокращения зафиксированы по всем товарным группам без исключения. В основном на это повлияло ослабление национальной валюты, что сильно ухудшило покупательскую способность страны. В 2016 г. ухудшение конъюнктуры на рынке нефти повлияло на работу ТС и ЕАЭС — это стало причиной основного сокращения объёмов товарооборота Казахстана со странами-участниками. На сравнительные показатели импорта оказывает сдерживающее воздействие слабый инвестиционный и потребительский спрос внутри Казахстана, а также эффект от девальвации национальной валюты.

### Торговый баланс по товарам

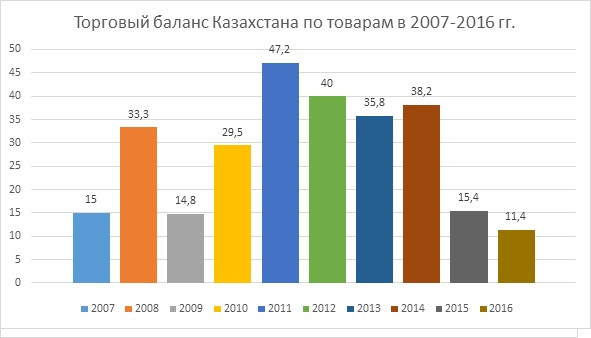
Торговый баланс Казахстана в 2007—2016 годах

### Структура экспорта товаров

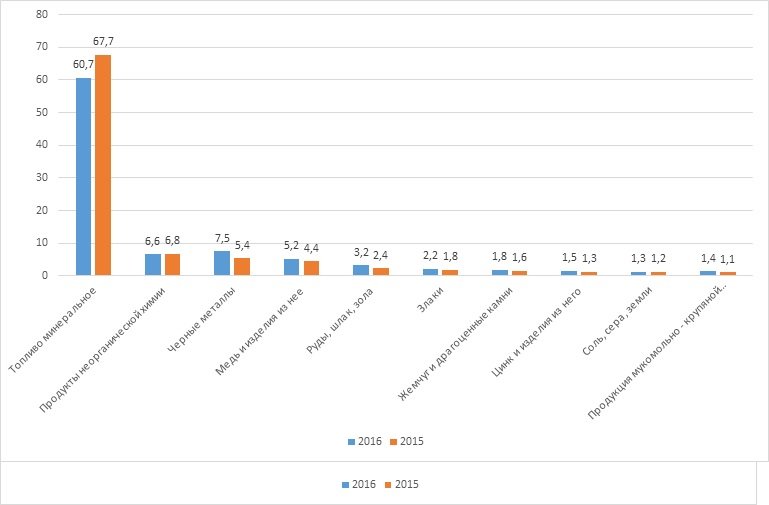
Топ 10 товаров экспорта Казахстана в 2015—2016 годах

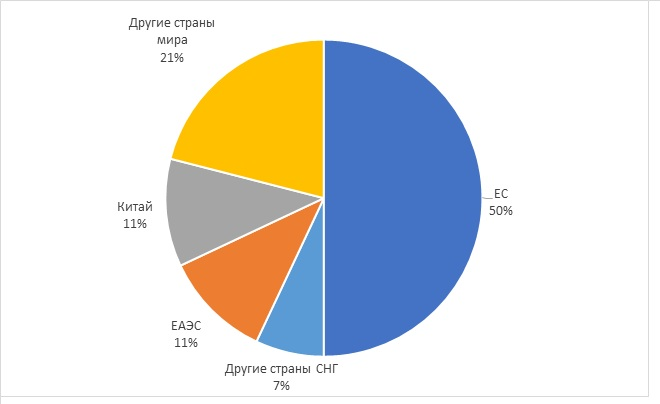
География экспорта товаров Казахстана в 2016 году

| Наименование группы продуктов      | Объём экспорта в 2015 г., млрд долл. США | Объём экспорта в 2016 г., млрд долл. США | Прирост в 2016 г., % | Доля экспорта в 2016 г., % |
| ---------------------------------- | ---------------------------------------- | ---------------------------------------- | -------------------- | -------------------------- |
| Сырьевые продукты                  | 31,9                                     | 23,9                                     | -25,2                | 64,9                       |
| Обработанные продукты В том числе: | 14,1                                     | 12,9                                     | -8,2                 | 35,1                       |
| Промежуточные товары               | 11,6                                     | 10,8                                     | -5,4                 | 29,7                       |
| Потребительские товары             | 2,1                                      | 6,2                                      | -22,4                | 4,4                        |
| Средства производства              | 0,4                                      | 0,4                                      | -14,2                | 1,0                        |

### Товарная и географическая структура импорта товаров

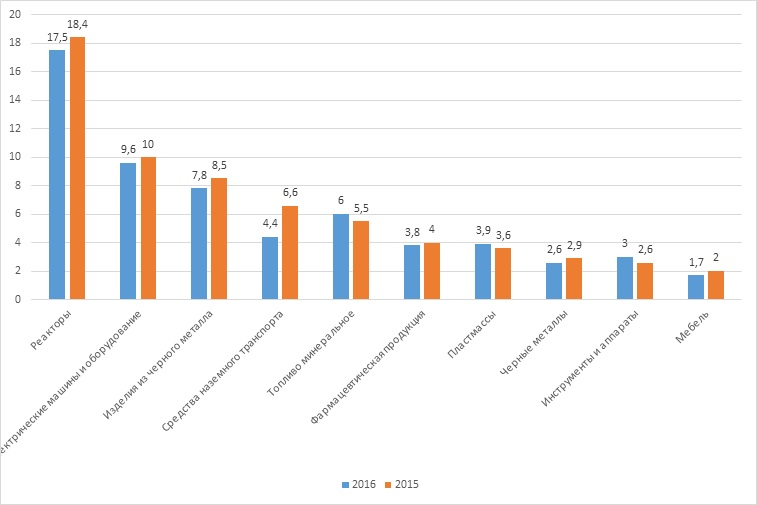
Топ 10 товаров импорта Казахстана в 2015—2016 годах

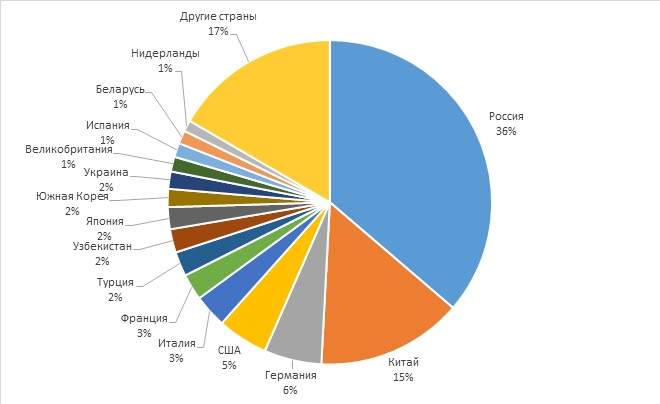
География импорта товаров Казахстана в 2016 году

| Наименование группы продуктов      | Объём импорта в 2015 г., млрд долл. США | Объём импорта в 2016 г., млрд долл. США | Прирост в 2016 г., % | Доля импорта в 2016 г., % |
| Сырьевые продукты                  | 2,1                                     | 2,2                                     | 1,8                  | 9                         |
| Обработанные продукты В том числе: | 28,4                                    | 23,0                                    | -19,1                | 91                        |
| Промежуточные товары               | 12,9                                    | 10,8                                    | 16,5                 | 43                        |
| Потребительские товары             | 7,9                                     | 6,2                                     | -21,4                | 25                        |
| Средства производства              | 7,6                                     | 6,0                                     | -21,1                | 24                        |

### Внешнеторговое регулирование в Казахстане
«В рамках вступления в ВТО Казахстан должен сократить тариф на сельскохозяйственные товары до 7,6 %, что ниже взятых Россией обязательства 10,8 %. Предусмотренное снижение импортных пошлин по данной группе товаров будет значительным, поскольку текущая ставка в Казахстане составляет 14,1 %, а в России и Беларуси — 13,9 %. Как показано на рис. 1, тарифы на сельскохозяйственную продукцию должны уменьшиться на 46 %». «Данные табл. 1 позволяют сравнить российские окончательные связанные тарифы, в соответствие с которыми должен был быть приведен ЕТТ, и казахские тарифы на ряд сельскохозяйственных товаров».
«В соответствии с обязательствами, взятыми Казахстаном при вступлении в ВТО, средний тариф не несельскохозяйственную продукцию должен быть снижен до 6 %, в то время как российский окончательный связанный тариф по этой группе товаров оговорен на уровне 7,3 %. Как видно из рис. 2, после завершения переходного периода импортная пошлина на промышленную продукцию в Казахстане будет меньше применяемого в настоящее время среднего тарифа на 25 %».

## Финансовая система
В 1998 году в Казахстане была осуществлена пенсионная реформа. В 2000 году для обеспечения стабильного социально-экономического развития, снижения зависимости от неблагоприятных внешних факторов был создан Национальный фонд Республики Казахстан.
По итогам работы банков Казахстана за 9 месяцев 2020 года чистая прибыль составила 596,7 млрд тенге, что на 38 % больше, чем за аналогичный период 2019 года.
Центральным банком страны является Национальный банк Республики Казахстан. На 17 января 2022 года в Казахстане работало 22 банка. По состоянию на январь 2022 года объём микрокредитования составил 743 млрд тенге
Ассоциация финансистов Казахстана содействует развитию финансовой системы страны, а Комитет по контролю и надзору финансового рынка и финансовых организаций Национального банка РК осуществляет контроль и надзор за деятельностью финансовых организаций.
Государственные активы республики сконцентированы в госхолдинге Самрук-Казына, который поддерживает банки в случае необходимости выкупая пакеты акции этих банков или создавая дочерние организации, как например, Фонд стрессовых активов.

### Девальвация
Девальвация в Казахстане в период с апреля по октябрь 1999 года составила 60 %. 4 февраля 2009 года центральный банк Казахстана прекратил поддерживать национальную валюту на уровне 120 тенге за доллар, девальвация тенге составила 25 %. Девальвация в 2009 году составила 17 %. Девальвация в 2015 году стала результатом перехода к плавающему курсу тенге, который был призван поддержать и увеличить объём казахстанского экспорта, а также сократить расходы на поддержание курса национальной валюты.
В марте 2020 года случилась пятая в истории тенге волна резкого обесценивания: меньше чем за месяц нацвалюта подешевела на 18 %, и курс взлетел до 434 тенге за доллар. В январе 2021 года ситуация несколько стабилизировалась — 1 доллар можно было купить за 420 тенге. Однако к концу 2021 года курс доллара вновь подрос: в декабре купить одну единицу уже стоило 436 тенге. В январе 2022 года зафиксировано значение в 437 тенге за доллар. В декабре того же года курс вновь подскочил, и 1 доллар стоил 468 тенге. В январе 2023 года за доллар требовалось выложить 464 тенге. К августу 2023 года курс составляет 445 тенге за доллар.К маю 2025 года курс составляет 510 тенге за доллар на 13 %

## Инвестиции
Наличие значительных природных ресурсов и стабильная экономическая политика обусловили создание благоприятного инвестиционного климата в стране (по данным Госдепартамента США, страна считается обладательницей лучшего инвестиционного климата в регионе).
В 2002 году страна стала первым суверенным государством в бывшем Советском Союзе, получившим кредитный рейтинг инвестиционного уровня от международного агентства кредитных рейтингов.
Одним из факторов, привлекающих прямые иностранные инвестиции, является политическая стабильность страны: согласно докладу Всемирного банка, Казахстан входит в число 40 % стран мира, которые считаются наиболее политически стабильными и свободными от насилия.
По состоянию на май 2014 года Казахстан с момента обретения независимости в 1991 году привлёк $190 млрд валовых иностранных инвестиций и лидирует в странах СНГ по объёму привлечённых ПИИ на душу населения.
На 2019, за период независимости Казахстана привлечено 330 млрд долл. иностранных инвестиций из 120 стран.
Прямые иностранные инвестиции (ПИИ) играют более важную роль в национальной экономике, чем в большинстве других бывших советских республик.
В 2014 г. президент Назарбаев подписал закон о налоговых льготах для содействия прямым иностранным инвестициям, который включает в себя десятилетнее освобождение от корпоративного налога, восьмилетнее освобождение от налога на недвижимость и десятилетнее замораживание большинства других налогов. Другие стимулы включают возврат капитальных вложений в размере до 30 % после ввода производственного объекта в эксплуатацию.
В 2019 году Казахстан привлёк $25 млрд прямых иностранных инвестиций в страну.
Президент Европейского банка реконструкции и развития (ЕБРР) Сума Чакрабарти совместно с президентом Казахстана Н. Назарбаевым возглавил Совет иностранных инвесторов Казахстана.
В мае 2014 года ЕБРР и правительство Казахстана создали Партнёрство для активизации процесса реформ в Казахстане с целью сотрудничества с международными финансовыми учреждениями, чтобы направить $2,7 млрд, предоставленных правительству Казахстана, в важные сектора экономики Казахстана. Партнёрство будет стимулировать инвестиции и продвигать реформы в стране.
Казахстан также получил высокие оценки в опросе, проведённом компанией Ernst & Young в 2014 году. Согласно исследованию EY 2014, «доверие инвесторов к казахстанскому потенциалу также находится на рекордно высоком уровне: 47,3 % респондентов ожидают, что Казахстан станет более привлекательным в течение следующих трёх лет». Основными причинами его привлекательности были названы высокий уровень экономической, политической и социальной стабильности и конкурентоспособная ставка корпоративного налога в Казахстане.
В обзоре инвестиционной политики ОЭСР за 2017 год отмечается, что были сделаны «большие шаги», чтобы открыть возможности для иностранных инвесторов и улучшить политику привлечения ПИИ.

## Предпринимательство
На 1 января 2020 года количество действующих субъектов малого и среднего предпринимательства (МСП) составило 1,3 млн единиц; зарегистрировано — 1,6 млн. С 2010 по 2017 годы количество активных субъектов МСП выросло с 661 598 до 1 145 994; этот рост наблюдался по всем видам предпринимательства, за исключением юридических лиц среднего предпринимательства.
По итогам третьего квартала 2018 года численность действующих индивидуальных предпринимателей (ИП) составила 1,3 млн человек — на 6,9 % больше, чем годом ранее.
К началу 2019 года в Казахстане было зарегистрировано 999,7 тысячи индивидуальных предпринимателей — всего на 0,6 % больше, чем в прошлом году. В 2013—2015 годах их было более миллиона.
Самое большое количество занятых в субъектах ИП (первый квартал 2019 года) — в Алматы и Астане: 196,4 тыс. человек и 121 тыс. человек соответственно. Эти регионы лидируют и по выпуску продукции: в Алматы — 217,4 млрд тенге, в Астане — 129,7 млрд тенге (тг). Замыкает тройку лидеров по численности занятых в ИП Восточно-Казахстанская область: 113,9 тыс. человек. По выпуску продукции на третьем месте Карагандинская область — 79 млрд тг.
Среди мер, которые предполагается принять в 2020 году для поддержки малого и микробизнеса — запрет на проверки и освобождение от налога на три года.
В рейтинге «Ведения бизнеса» Всемирного банка за 2020 год Казахстан занял 25-е место в мире и стал лучшей страной в мире по защите прав миноритарных инвесторов.

## Коррупция
В 2005 году Всемирный банк включил Казахстан в список горячих точек коррупции наравне с Анголой, Боливией, Кенией, Ливией и Пакистаном. В 2019 году Казахстан занял низкое место в индексе по восприятию коррупции (113 место из 180 стран), а Всемирный экономический форум назвал коррупцию самой серьёзной проблемой в ведении бизнеса в стране. В отчёте ОЭСР по Казахстану за 2017 год указывалось, что в Казахстане были реформированы законы, касающиеся государственной службы, судебной системы, инструментов для предотвращения коррупции, доступа к информации и судебного преследования за коррупцию.
В 2011 году в ходе международного расследования в банках Швейцарии были конфискованы казахстанские активы на сумму 48 млн долл. Правоохранительные органы США полагали, что эти средства представляли собой взятки, выплачиваемые американскими нефтяными компаниями казахстанским чиновникам в обмен на права на разведку и добычу нефти в Казахстане.

## Доходы населения
С 1 января 2022 года минимальный размер оплаты труда в Казахстане составляет 60000 тенге ($136,06) в месяц.
С 1 января 2023 года минимальный размер оплаты труда в Казахстане составляет 70000 тенге ($151,48) в месяц.
С 1 января 2024 года минимальный размер оплаты труда в Казахстане составляет 85000 тенге ($161.59) в месяц.

## Пенсионное обеспечение
Казахстан приступил к реализации амбициозной программы пенсионной реформы в 1998 году.
По состоянию на 1 апреля 2020 года пенсионные активы составили 11,7 триллиона тенге.
В стране 11 накопительных пенсионных фондов. Государственный накопительный пенсионный фонд, единственный государственный фонд, был приватизирован в 2006 году. Единое финансовое регулирующее агентство страны контролирует и регулирует пенсионные фонды. Растущий спрос пенсионных фондов на качественные инвестиционные точки вызвал бурное развитие рынка долговых ценных бумаг. Капитал пенсионного фонда вкладывается почти исключительно в корпоративные и государственные облигации, в том числе правительство Казахстана по евробондам. Правительство Казахстана изучает проект по созданию единого национального пенсионного фонда и переводу на него всех счетов из частных пенсионных фондов.
В 2013 году норвежская газета Aftenposten процитировала слова правозащитника и юриста Дениса Дживагу о том, что в Казахстане существует «нефтяной фонд, но никто не знает, как расходуются доходы».